# Passepartout (fumettista)
Passepartout è una coppia di vignettisti italiani formata da Gianfranco Tartaglia (Roma, 1º marzo 1954), disegnatore, e Pietro Gorini (Roma, 16 febbraio 1955), autore dei testi. 

## Biografia
Passepartout ha collaborato con alcuni fra i più importanti quotidiani e magazine italiani, tra i quali Corriere della Sera, La Repubblica, Eureka, L'Europeo, Paese Sera, Il Messaggero, Moda, Il Mondo, Mondo economico e Playmen.
Nel 1990 ha vinto il Premio di Satira Politica Forte dei Marmi. 
Ha pubblicato 8 libri di satira politica e di costume e illustrato numerosi libri di giochi, aforismi e saggi di altri autori.

## Libri
- Il Bel Paese oggi - (Festina Lente Edizioni, Ferrara)
- Voglio il mio avocado! - Il Giocabolario (L'Airone Editrice, Roma)
- Leader bene chi leader ultimo (Gremese Editore, Roma)
- Più seni più bulli (Gremese Editore, Roma)
- Il piacere è tutto mio - (Gremese Editore, Roma)
- Il seno di poi - (Gremese Editore, Roma)
- Prima il piacere - (Gremese Editore, Roma)
- Primo amore - (Multimedia Editore)